# Mike Stone (productor discográfico)
Mike Stone (1951 - mayo de 2002) fue un productor discográfico, ingeniero de sonido, músico y compositor británico.  Fue reconocido por su trabajo con artistas como Queen, Genesis, Kiss, Joe Walsh, REO Speedwagon, Lou Reed, April Wine, America, Asia, Bee Gees, Whitesnake y otros más.

## Biografía

### Carrera artística
Stone comenzó su carrera musical como un ingeniero de audio asistente en los estudios Abbey Road cuando era aún un adolescente.  Tiempo después, entró en Trident Studios y trabajó como operador de audio e ingeniero asistente. En 1972, Stone trabajó en los primeros álbumes de estudio de la banda británica de rock Queen.   Así, Mike logró una gran relación laboral tanto con Queen como con el productor Roy Thomas Baker. Junto a  Thomas Baker, Mike trabajó en las voces de la canción «Bohemian Rhapsody». Al retirarse Thomas Baker como productor del grupo, Queen decidió hacerse de Stone para el trabajo de mezcla en las voces.
Ya en la década de los 80, Stone patrocinó varios álbumes de Asia, Journey y April Wine, así como algunos de Ratt y Whitesnake, los cuales llegaron a ser discos de platino en Estados Unidos y Canadá.

### Muerte
Stone padecía de alcoholismo, lo que a la postre le impidió realizar una remasterización a todo el catálogo de álbumes de Queen.  Mike murió en julio de 2002 a causa de las complicaciones de dicha enfermedad.

## Discografía destacada
- 1971: Genesis — Nursery Cryme, operador de cinta de audio
- 1972: Lou Reed — Transformer, productor e ingeniero de sonido
- 1973: Joe Walsh — The Smoker You Drink, the Player You Get, ingeniero de sonido
- 1973: Queen — Queen, ingeniero de sonido
- 1974: Queen — Queen II, ingeniero de sonido
- 1975: Frank Zappa — One Size Fits All, ingeniero de sonido
- 1976: Queen — A Day at the Races, ingeniero de sonido
- 1977: Queen — News of the World, productor e ingeniero de sonido
- 1978: Paul Stanley — Paul Stanley, mezclador
- 1978: Gene Simmons — Gene Simmons, ingeniero de sonido
- 1978: Peter Criss — Peter Criss, ingeniero de sonido
- 1979: New England — New England, productor e ingeniero de sonido
- 1980: Shoes — Present Tense, productor e ingeniero de sonido
- 1981: Journey — Escape, productor
- 1981: April Wine — The Nature of the Beast, productor e ingeniero de sonido
- 1981: April Wine — Live in London, mezclador
- 1982: Asia — Asia, productor e ingeniero de sonido
- 1982: April WIne — Power Play, productor e ingeniero de sonido
- 1983: Journey — Frontiers, productor
- 1983: Asia — Alpha, productor e ingeniero de sonido
- 1984: April Wine — Animal Grace, productor e ingeniero de sonido
- 1984: Tommy Shaw — Girls with Guns, productor
- 1985: Gary Moore — Run for Cover, productor
- 1985: April Wine — One for the Road, productor
- 1985: Asia — Astra, productor e ingeniero de sonido
- 1987: Whitesnake — Whitesnake, productor
- 1987: Helix — Wild in the Streets, productor
- 1988: Ratt — Reach for the Sky, productor
- 1989: Danger Danger — Danger Danger, mezclador
- 1990: Asia — Then & Now, productor, ingeniero de sonido y mezclador
- 1995: Foreigner — Mr. Moonlight, productor, ingeniero de sonido, mezclador